# Вайл И. Койот
Вайл И. Койот (англ. Wile E. Coyote, в переводе — Хитрый Койот), полное имя — Вайли Этельберт Койот (англ. Wile Ethelbert Coyote, [/kaɪˈoʊtiː/ky-OH-tee]) — персонаж и антигерой мультипликационных сериалов Merrie Melodies и Looney Tunes от студии Warner Bros.
Это антропоморфный североамериканский койот, придуманный в 1945 году и созданный в 1948 году американскими художниками-мультипликаторами Чаком Джонсом и Майклом Мальтезе (англ.) вместе с другим персонажем, Дорожным бегуном, для нескольких эпизодов-пародий на жанр «кошки-мышки», ставших впоследствии полноценным сериалом и спин-оффом к основному шоу. Дебютировал в эпизоде «Быстрый и смелый» (англ.), вышедшем в 1949 году. Начиная с этого времени хищник при помощи разнообразных приспособлений, приобретаемых им у компании Acme (англ. Acme Corporation), пытается безуспешно словить своего извечного противника — калифорнийскую кукушку-подорожника с невероятно быстрой скоростью передвижения. При этом все изобретения работают в абсолютно противоположном значении, досаждая и причиняя вред самому койоту. Всего с 1949 года с участием Койота вышло более 90 эпизодов, несколько специальных выпусков и полнометражных фильмов, а в 2023 году готовится к выходу сольный фильм про данного персонажа. Помимо мультсериалов, фильмов и комиксов фигурирует во множестве компьютерных игр по мотивам Merrie Melodies и проектах от других студий (в качестве камео).
В 2013 году американский еженедельник TV Guide внёс Вайл И. Койота в список «60 самых омерзительных злодеев всех времён».

## Общая информация

### Биография
Койот имеет коричневый мех, схожее с Багзом Банни строение тела, черепа, ушей и щёк, маленький живот, и чёрный длинный нос. У него костлявые ноги и руки, жёлтые склеры глаз и красное слезное мясцо. Точный возраст Вайли неизвестен, однако в Space Jam: New Legacy указана дата рождения койота — 1937 год, там же есть точная информация о его росте — 5'8 футов (172 сантиметра). Его место обитания также непостоянно: в большинстве эпизодов койот живёт в пещере на юго-западе США, предположительно, в штате Аризона (согласно рассказу «Койот против Акме») или Нью-Мексико, однако в специальном комиксе DC 2016 года указана Невада. В сериале «Кволик» Вайли живёт по-соседству с Багзом Банни. В эпизоде The Wild Chase (1965) упоминается место действия — Техас. В сольном фильме 2023 года местом действия станет Альбукерке, штат Нью-Мексико.
Источники Warner Bros. дают разную и зачастую противоречивую информацию касаемо происхождении персонажа.Согласно официальному эпизоду Little Go Beep (2000), Вайли родился в семье Кейджа Э. Койота — профессионального отставного охотника, наказавшего маленькому сыну молчать, пока он не поймает Дорожного бегуна. В начальных титрах к выпуску можно увидеть моменты из личной жизни Койота — празднование Рождества, День рождения, армия и совместные фото с Дорожным бегуном. Однако в комиксе-кроссовере мультяшек Looney Tunes с героями DC, вышедшего через 16 лет после выхода эпизода, говорится, что Вайли, как и все остальные персонажи, приобрёл свой антропоморфный вид в результате генетических экспериментов Acme 1949 года, проводимых на пойманных животных и ДНК пришельцев после знаменитого Розуэлльского инцидента.

### Характер
Вайли высокомерный, гордый и хвастливый, но при этом совершенно невезучий койот. Своим чрезмерным нарциссизмом и тщеславием этот сноб почти всегда раздражает большинство персонажей (в особенности — соседа Багза Банни). При встречах представляется как «супер гений», тем самым демонстрируя оппоненту своё возвеличенное эго. Когда дело доходит до практики, хитроумный всезнайка Вайли склонен использовать сложные технологии для решения проблем, избегая более примитивных, но действенных методов. Он также полагается на качество приобретаемых им товаров, чем на свою естественную хитрость, поэтому подавляющее большинство неудач Вайла происходит по вине его завышенной самооценки и невнимательности. В самостоятельном спин-оффе Стивена Спилберга «Приключения мультяшек» Вайли в свободное от охоты время с остальными взрослыми занимается обучением студентов в университете («Луниверситете») Acme. Его любимый ученик и протеже — Каламити (англ. Calamity — «бедствие») Койот.
Хотя самовлюблённый Вайли и пренебрежителен по отношению к другим, он в трудное время не оставит в беде своих друзей, когда им (а в первую очередь — самому койоту) угрожает опасность. Например, в фильме «Космический джем» Вайли вступает в команду Tune Squad, чтобы помочь Майклу Джордану выиграть баскетбольный матч с инопланетянами и спасти мир мультяшек от уничтожения, на время позабыв о привычной вражде с Дорожным бегуном. В эпизоде Armageddon Outta Here сериала «Кволик» (на тот момент сменивший название на «Новые Луни Тюнз»), он тренирует Багза, Порки, Бигфута и Сквикса для полёта в космос и уничтожения летящего на планету астероида (пародируя фильм «Армагеддон» 1998 года).

### Личная жизнь
Семья койота за исключением сурового отца Кейджа (появляется только в серии Little Go Beep) в сериале не фигурирует. Из англоязычных комиксов можно узнать, что у Вайли есть маленький племянник Кабби, мать (вероятно, живущая отдельно) и дядюшка Крафт — отшельник с горы Хитклифф (англ. Healthckiff). В 1993 году Чак Джонс опубликовал свою картину Road Scholar, на которой изображён предполагаемый сын Койота (что проводит аналогию с сыном кота Сильвестра, Младшим). В некоторых сериях присутствует волк Ральф, отличающийся от Койота только цветом носа (красный вместо чёрного), более светлым мехом и выпирающим клыком. Ральф пытается утащить овцу у пастушьей овчарки Сэма, но в отличие от фанатичного стремления койота поймать и съесть Дорожного бегуна, для Ральфа ловля овец — его полноценная работа. В мультсериале «Лунатики» одним из главных персонажей действует потомок Вайли — Тек (англ. tech — «технология») Э. Койот.

### Имя
Имя персонажа образовано от слова «wily» («хитрый»). Впервые дебютировал в 91 выпуске Looney Tunes and Merrie Melodies Comics от мая 1949 года (за три месяца до выхода эпизода «Быстрый и смелый») и изначально звался Келси. В сериале имя Койота прозвучало в эпизоде Operation: Rabbit 1951 года. В русском дубляже сериалов «Шоу Луни Тюнз» и «Кволик» койота называют Вилли, в «Приключении мультяшек» — Уайли. В пятьдесят третьем выпуске комикса Beep Beep The Road Runner, на встрече клуба поклонников Вайли (организованного им же) его члены, гриф Бики и Даффи Дак, интересуются значением среднего имени Койота. К всеобщему удивлению, ответить на этот вопрос оказался не способен ни его обладатель, ни его мать. Благодаря знаниям своего живущего в горах дяди Вайли узнаёт, что второе имя его семьи — Этельберт. Сам автор комикса при этом никогда не планировал включать его в официальный канон.
В английском языке имя койота произносится с протяжным звуком «e» (/kaɪˈoʊtiː/ ky-OH-tee), однако в эпизоде To Hare Is Human сам Вайли произносит его с дифтонгом (/kaɪˈoʊteɪ/ ky-OH-tay).
На момент своего создания звался «Дон Койот», что отсылало на героя Мигеля де Сервантеса Дон Кихота.
К одной из повторяющихся шуток сериала относятся латинские имена персонажей. Каждый раз, когда Койот или Дорожный бегун впервые появляются в кадре, происходит пауза, во время чего на экране отображаются имена персонажей и их биологический вид (на латыни). Почти всегда латинские имена не являются точным переводом того или иного вида и сочетают в себе набор обычных слов с латинскими окончаниями (Eatibus anythingus).

### Койот и «Акме»
Для поимки Дорожного бегуна Вайли часто прибегает к использованию сложных и нелепых вещей от компании-доставщика ACME. Эти устройства неизменно выходят из строя невероятным и впечатляющим образом и причиняют койоту разной степени увечья, но никогда по-настоящему не ранят. Обычно Вайли пачкается сажей в результате взрыва, падает на дно каньона или оказывается придавлен валуном.
Причина, по которой Вайли способен приобретать продукцию Acme в неограниченных количествах, объясняется в фильме «Луни Тюнз: Снова в деле», где койот показан сотрудником Acme, получающим товары компании за выполнение поручений господина Председателя.
В сериале «Приключения мультяшек» Вайли упоминает, что его ученик, Каламити Койот, обладает неограниченным счетом кредитной карты Acme. Другое предположение — Вайли может являться своеобразным «бета-тестером» компании, проверяющей на койоте качество своих товаров. Несмотря на строгое правило, заложенное Чаком Джонсом, иногда Вайли использует оборудование (пушки, ракетные установки и гранаты), никак с Acme не связанное.

## История создания
Чак Джонс долго думал о том, как должен выглядеть Койот. Создавая его внешность в 1948 году, Джонс во многом вдохновлялся творчеством американского писателя Марка Твена. Образ Вайли и его вид во многом были списаны с койота из повести Твена «Налегке». На самых первых набросках Вайли имел более плоскую морду и взъерошенную шерсть, а его глаза находились на большом расстоянии друг от друга. Кроме того, по ранней задумке 1945 года Койот не планировался антропоморфным.
Облик Койота для первой серии Джонс создал по образцу своего коллеги-аниматора Кена Харриса.
С каждым эпизодом внешность Койота предавалась небольшим «косметическим изменениям». К высокому росту и потрепанному виду вечно голодного Вайли добавился впалый живот и лишний ноготь на ноге, а одно колено стало немного выше, чем другое. На растрепанный хвост хищника повлияли японские гравюры с изображениями волн.

## Законы и правила
В своей автобиографической книге Chuck Amuck: The Life and Times of an Animated Cartoonist Чак Джонс оставил несколько правил, которые в мультфильмах (как минимум при участии самого Джонса) должен соблюдать Койот:
1. Вайли не может понести прямого ущерба от действий Дорожного бегуна. Один из многочисленных примеров косвенного нанесения вреда койоту его противником — неожиданный звук «Бип-бип» со спины, сбивающий испуганного койота в пропасть. Правило было нарушено в эпизоде Clippety Clobbered и нескольких сериях «Шоу Луни Тюнз».
2. Никакая внешняя сила не может навредить Койоту, кроме его некомпетентности или действий продукции Акме. Исключения время от времени составляют грузовики и поезда.
3. Койот может перестать преследовать свою жертву, когда он сам этого захочет (что заметно по сериалу «Кволик» и полнометражным фильмам).
4. События эпизодов должны быть ограничены в рамках действия (юго-западная Америка).
5. Товары, используемые Вайли, должны быть изготовлены в Acme Corporation. Минимум в трёх эпизодах (Fast and Furry-ous, Rushing Roulette, Zip 'N Snort) использовались приобретения стороннего компаний.
6. Физика — главный враг Койота.
7. Вайли никогда не должен испытывать боли — только унижение и обиду.

Однако в своём интервью, взятом уже после выхода книги, соавтор Джонса и сценарист оригинальных 16 эпизодов Майкл Мальтезе заявил, что никогда не слышал о каких-либо «правилах» и не собирался придерживаться их в будущем.

## Актёры озвучки
В большинстве серий и полнометражных фильмах Вайли молчит и общается посредством табличек с заготовленными фразами. Причина неразговорчивости Койота раскрывается в серии Little Go Beep (где он дал обет молчания, пока не поймает Дорожного бегуна). В неканоничном комиксе DC Lobo vs. Road Runner его обучает говорить овчарка Сэм.
При этом в некоторых официальных эпизодах (с участием Багза Банни), играх и серий-пародий от сторонних авторов, Вайли позволяет себе говорить с утончённым, почти фальшивым английским акцентом, подаренным Койоту комиком Мелом Бланком.

### Оригинал
- Мел Бланк (1952—1986)
- Пол Джулиан (также имитирует Дорожного бегуна в эпизодах Zipping Along, Ready, Set, Zoom!, серии эпизодов The Road Runner Show и игре Road Runner’s Death Valley Rally)
- Ричард Эндрюс (Bugs Bunny Exercise and Adventure Album)
- Джо Аласки (Приключения мультяшек, Bugs Bunny’s Silly Seals, Looney Tunes: Reality Check)
- Кит Скотт (Spectacular Light and Show Illuminanza, The Looney Tunes Radio Show)
- Сет Макфарлейн (Гриффины, Seth MacFarlane’s Cavalcade of Cartoon Comedy)
- Ди Брэдли Бейкер (Дак Доджерс)
- Морис Ламарш (игра Looney Tunes: Cartoon Conductor)
- Джесс Харнелл (Мультреалити: Фильм)
- Джеймс Арнольд Тэйлор (Scooby Doo and Looney Tunes: Cartoon Universe)
- Джон Пол Карлиак (Кволик)
- Мартин Старр (Робоцып)
- Кит Фергусон (Bugs Bunny Builders)
- Эрик Бауза (Looney Tunes: World of Mayhem, Койот против «Акме»)

### Дубляж
- Вадим Курков (Кролик Багз или Дорожный Бегун)
- Иван Мурадханов (Классические мультфильмы)
- Александр Воеводин (Приключения мультяшек)
- Вячеслав Баранов (Гриффины)
- Александр Коврижных (Сумасшедшие за стеклом: Фильм)
- Даниил Эльдаров (Кволик)
- Всеволод Кузнецов (Доктор Сон, сцена с просмотром телевизора Дэнни и его матерью)

## Появление

### Мультфильмы Looney Tunes
Первое появление Вайли во франшизе состоялось в эпизоде Fast and Furry-ous 17 сентября 1947 года. Последняя на данный момент серия с участием Койота (K-9: Space Puppy) датируется 17 апреля января 2023 года. За 76 лет персонаж появился в более чем 100 выпусках. Как объект пародий часто фигурирует в продуктах массовой культуры.
- Хитрый Койот и Дорожный Бегун (52 классических короткометражных серии)
- Приключения мультяшек (7 эпизодов) — преподаватель Мультакадемии
- Озорные анимашки (эпизоды Bumbie’s Mom, Little Old Slappy from Pasadena, Buttons in Ows One, Flew Over the Cuckoo Clock) — камео
- Озорные анимашки (2020) (эпизод Suffragette City) — камео
- Webtoons (эпизоды Inherit the Windbag, Malltown and Tazboy, Wild King Dumb, Wile E Coyote Ugly, Fast Feud)
- Что новенького, Скуби-Ду? (эпизод New Mexico, Old Monster) — камео
- Малыши Луни Тюнз (эпизод Are We There, Yet?, песни He’ll Be Zooming Around the Mountain и Oh My Daring, Coyote)
- CGI (Coyote Falls, Fur of Flying, Rabid Rider, Flash in the Pain)
- Шоу Луни Тюнз (20 мини-серий, эпизоды Point, Laser Point, Rebel Without a Glove, Here Comes the Pig, песня Blow My Stuck)
- Кволик/Новые Луни Тюнз (14 эпизодов) — сосед Багза Банни
- Луни Тюнз: Мультфильмы (серии Tonnel Vision, Cactus If You Can, TNT Trouble, Ho Ho Go!, Climate Control, Multiply and Conquer, Time Out!, Born to Be Wile E., Swoop De Doo, In the Road Again, Asphalt and Battery, Fast & Steady, Spring Forward, Fall Flat, Portal Kombat, Wile E. Coyote's Super Pellets)
- Bugs Bunny Builders (серии Snow Cap, Smash House, Rock On, Looney Science, Beach Battle, Soup Up, Looneyburg Lights, Blast Off, K-9: Space Puppy)
- Специальные выпуски (Adventures of the Road-Runner, Daffy Duck and Porky Pig Meet the Groovie Goolies, Bugs Bunny’s Thanksgiving Diet, Bugs Bunny’s Bustin' Out All Over, The Bugs Bunny Mystery Special, Bah, Humduck!: A Looney Tunes Christmas)

### Игры
- Road Runner (Atari)
- Looney Tunes (GameBoy, Sunsoft)
- The Bugs Bunny Crazy Castle (NES/GameBoy)
- The Bugs Bunny Crazy Castle 2 (GameBoy)
- The Bugs Bunny Birthday Blowout (NES)
- Road Runner’s Death Valley Rally (SNES)
- Wile E. Coyote’s Revenge (SNES) — протагонист
- Desert Speedtrap (Sega Game Gear, Sega Master System)
- Bugs Bunny: Crazy Castle 3 (GameBoy, Kemco)
- Desert Demolition (Sega Mega Drive/Genesis game) — протагонист
- Looney Tunes B-Ball (SNES) — управляемый персонаж
- Space Jam (PlayStation, Sega Saturn, MS-DOS) — управляемый персонаж
- Looney Tunes Racing (PlayStation, GameBoy Color) — управляемый персонаж
- Taz Express (Nintendo 64)
- Taz: Wanted (PC, Xbox, PS2, GameCube)
- Looney Tunes: Back in Action (GameBoy Advance, PS2, GameCube) — управляемый персонаж
- Looney Tunes Double Pack (GameBoy Advance)
- Looney Tunes: Space Race (Dreamcast, PlayStation 2) — управляемый персонаж
- Looney Tunes Acme Arsenal (PS2, Xbox 360, Wii) — управляемый персонаж в PS2-версии.
- Looney Tunes: Cartoon Concerto (Nintendo DS)
- Scooby-Doo! & Looney Tunes: Cartoon Universe Adventure (PC, Nintendo 3DS)
- Looney Tunes Galactic Sports (PS Vita) — управляемый персонаж
- Looney Tunes Dash (iOS, Android)
- Looney Tunes: World of Mayhem (iOS, Android) — управляемый персонаж

Многие игроки путают Вайли с волком Ральфом — главным героем игры Sheep, Dog, 'n' Wolf (PlayStation, PC) и персонажем отдельной серии эпизодов Looney Tunes, крадущего овец у овчарки Сэма. В данной игре Ральф, вопреки правилам, пользуется предметами Acme (как и Койот), имеет чёрную расцветку носа вместо красной (на концепт-артах), а в начальной сцене появляется вместе с Дорожным Бегуном на фоне каньонов, что и вызывает частую путаницу между персонажами.

### Комиксы
Первый выпуск с Вайли Койотом (Looney Tunes and Merrie Melodies #91) датируется маем 1949 года.
Вместе с Дорожным Бегуном также появляется во множестве комиксах-ответвлениях DC Comics.
В 2017 году DC Comics были представлены специальные выпуски-кроссоверы Looney Tunes и DC, которые переосмыслили персонажей в более мрачном стиле. Койоту был посвящён выпуск, где хищник, сотрудничая с наёмником и охотником за головами Лобо, отправляется выполнить его заказ на убийство главы корпуса Зелёных фонарей Киловога, но, попав в плен, быстро отказывается от переложенного на себя контракта. Пораженный стойкостью Койота, Киловог предлагает Вайли вступить в из ряды, однако тот отказывается и возвращается на землю, прихватив одно из колец. В этой версии койот Вайли, Дорожный Бегун и другие персонажи Весёлых мелодий переосмыслены как обыкновенные животные, ставшие жертвами экспериментов учёных из корпорации Acme.

### Фильмы
- Кролик Багз или Дорожный Бегун (1979) — главный персонаж
- Кто подставил кролика Роджера (1988) — житель Мультауна
- Космический джем (1996) — участник команды «Tune Squad»
- Кругосветное путешествие Твити (2000) — камео
- Луни Тюнз: Снова в деле (2003) — оперативник компании Acme
- Доктор Сон (2019) — персонаж мультфильма
- Космический джем: Новое поколение (2021) — участник «Tune Squad»
- Койот против Акме (2023)

## Полнометражный фильм
В августе 2018 года Warner Bros. приступили к созданию фильма «Койот против Акме», посвящённого конфликту Вайли с компанией Acme. Сценарий по одноимённому рассказу Яна Фрэйзера пишут братья Джон и Джош Сильберман, а одним из продюсеров выступил Крис Маккей. В декабре 2019, когда режиссёром картины был назначен Дэйв Грин. 24 декабря 2020 года к команде сценаристов присоединились Джеймс Ганн (также ставший вторым продюсером), Сэми Бёрч и Джереми Слэйтер. Съёмки прошли с апреля по май 2022 года в штате Нью-Мексико. Главные роли исполнят Джон Сина, Уилл Форте и Лара Кондор. Выход фильма на экраны ожидается в 2023 году.

## В массовой культуре
Вне сериала Вайли фигурирует во множестве проектов от сторонних студий. Впервые мультфильм с его участием упоминается в фильме «Злодей» 1979 года, где роль Койота спародировал актёр Кирк Дуглас. Воочию персонаж впервые появился в фильме «Кто подставил кролика Роджера»: в концовке Вайли можно найти среди других мультяшек, обнимающего Дорожного бегуна (единственный раз, когда между данными персонажами проскальзывают дружеские связи).
В 22 эпизоде 7 сезона ситкома «Ночной суд», транслировавшегося на канале NBC с января 1984 по май 1992 года, в котором Вайли проигрывает дело против Дорожного бегуна (судья Гарри Андерсон советует койоту отправиться в ресторан, чтобы поесть).
Койот и Бегун появлялись в качестве звезд своего собственного телесериала The Road Runner Show, выходящего с сентября 1966 по сентябрь 1968 года на канале Си-би-эс. После этого оно было объединено с The Bugs Bunny Show и стало называться The Bugs Bunny and Road Runner Show, выходящее в эфир до 1985 года. Позже шоу было транслировалось на ABC до 2000 года и на Global — до 2001 года.
В 1970-х Чак Джонс снял несколько короткометражных познавательных серий для детского телесериала The Electric Company.
Сразу несколько отсылок на Койота можно увидеть в популярном сериале «Симпсоны». Так в серии Homer Alone 3 погоня Гомера за Бартом пародирует преследование Койотом Дорожного Бегуна соответственно (вплоть до шутки с указанием их имён на латинице). В заставке эпизода Smoke on the Daughter Вайли, появляясь в «диванной сцене», рисует диван на стене в гостиной Симпсонов, в который впоследствии врезается семья (кроме Мэгги). В серии Luca$ в паре с Бегуном представлен в своём реальных прототипе (причём здесь Вайли умирает от упавшего на него булыжника, а Дорожного бегуна убивает появившийся охотник), а сцена преследования Гомера игрушечным вертолётом в G.I. D’oh! напоминает много классических погонь в мультфильмах Looney Tunes, в том числе и Койота (концовка с динамитом).
В комедийном мультсериале Стивена Спилберга «Озорные анимашки» появляется в двух эпизодах, связанных с белкой Слэппи — Bumbie’s Mom и Little Old Slappy from Pasadena.
В телевизионной рекламе Cartoon Network The Acme Hour Вайли использует пару реактивных роликовых коньков, чтобы поймать Дорожного бегуна, и (что довольно удивительно) не терпит неудачу. Пока он готовил свою добычу, выяснилось, что роликовые коньки произведены обычным брендом, не связанным с Acme. В другом сериале канала, «Класс 3000», появляется в серии Westley Side Story, в котором Вайли использует ракетные ботинки, воет и передвигается как настоящий койот.
Фигурирует в одном из эпизодов сериала «Тасманский дьявол».
В погоне за Дорожным бегуном мелькает в начале эпизода New Mexico, Old Monster сериала «Что новенького, Скуби-Ду?».
Сюжет эпизода «Питомец детского сада» мультсериала «Вселенная Стивена» во многом пародирует декорации и самих персонажей Койота и Бегуна.
Вайли сыграл эпизодическую роль в эпизоде Are We There Yet? мультфильма Малыши Луни Тюнз (где также появляется в музыкальных вставках вместе с Дорожным бегуном).
В эпизоде K-9 Quarry сериала «Дак Доджерс» появляется как инопланетный охотник (пародия на Хищника), ведя преследование марсианского командера X-2 (Марсианина Марвина) и его пса K-9.
В мультсериале «Гриффины» Вайли мелькает в эпизодах I Never Met the Dead Man и PTV. Во врезке первого Койот сидит в машине Питера, когда тот переезжает Дорожного бегуна, во втором — пытается вернуть деньги за гигантскую рогатку работавшему в магазине Acme Питеру (здесь также присутствует неканоническая нервная жена-домохозяйка Вайли, торопящая мужа домой).
Впоследствии создатель «Гриффинов» Сэт Макфарлейн посвятил Койоту один из эпизодов своего веб-сериала под названием Die, Sweet Road Runner, Die. По его сюжету Вайли (озвученный Макфарлейном) всё же удаётся поймать и убить Дорожного бегуна (свалив на него валун), после чего Койот пытается найти следующую цель в жизни, осознавая, что кроме охоты больше ничему не научился. После недолгой работы официантом в закусочной и попытки самоубийства (путем катапультирования в гору с близкого расстояния) Вайли находит себя в свидетелях Иеговы.
Появляется в скетчах Wile E. Piphany, How to Get Away with Murder и Wile E. Coyote in the Art Gallery пародийного мультсериала «Робоцып».
Герой DC, Зверомальчик (англ. Best Boy), принял облик Вайли в первом эпизоде четвёртого сезона мультсериала «Юные титаны». Койота также можно увидеть среди злых обитателей Воображляндии во второй части одноимённого эпизода мультсериала «Южный парк».
Вайли посвящены песни «Coyote» и «Operation: Desert Storm» музыкантов Марка Нопфлера и Тома Смита соответственно. Последняя была удостоена награды Pegasus award в номинации Best Fool Song в 1999 году.
В 1990 году еженедельник The New Yorker опубликовал юмористическую статью Яна Фрэйзера «Coyote v. Acme», посвящённую судебному иску Вайли на свою компанию-поставщика. Рассказ лёг в основу для сюжета одноимённого фильма.
Койот и его проблемы с гравитацией высмеяны писателем Терри Пратчетом в его романе «Вор времени».
Помимо прочего, снялся в многочисленной рекламе безалкогольных напитков, автомобилей, хлопьев, батареек Energizer и двух страховых компаний. Появился в рекламах Pepsi (со спортсменом Дионом Сандерсом), сухих завтраков Honey Nut Cheerios, утёнка-страховщика «Аффлак» (с Багзом Банни и Даффи Даком) и геккона Гекко — талисмана одноимённой компании.
Упоминается в названии 6 эпизода 7 сезона сериала «Мамаша».
В фильме «Отряд самоубийц: Миссия навылет» должен был быть изображён на футболке Рика Флэга, однако в последний момент режиссёр Джеймс Ганн заменил Койота на собственного персонажа.
В мультсериале Удивительный мир Гамбола в 32 серии 3 сезона,Гамбол смотрит пародию на мультфильм с ним